# شمس الدين شيتور
شمس الدين شيتور (13 أكتوبر 1944-) مهندس جزائري تخصص هندسة كيميائية متخرج من المدرسة الوطنية المتعددة التقنيات بالجزائر والمعهد الجزائري للبترول ودكتوراه في الهندسة من جامعة الجزائر ودكتوراه في العلوم من جامعة جان مونيه. وهو أستاذ في الكيمياء الفيزيائية للأسطح وتكرير الديناميكا الحرارية واقتصاديات البترول
أسس مختبر تثمين الطاقات الأحفورية. وقد كان أستاذاً زائراً وأستاذاً مشاركاً في IGC ثم في ENSIACET في تولوز.
عين في 2 يناير 2020 وزيرا للتعليم العالي والبحث العلمي في حكومة جراد.

## مؤلفاته
له عدة مقالات ومؤلفات منشورة منها:
- التنمیة المستدامة ما یجب أن تقوم به الجزائر، دیوان المطبوعات الجامعیة 2019.
- العولمة: الأمل أو الانهیار، الوكالة الوطنیة للنشر والإشهار، 2002.
- السیاسة والنظام النفطي الدولي الجدید، دار النشر دحلب، 1995.